# دون هير
دون هير (بالإنجليزية: Don Herr)‏ هو سائق سيارة سباق ومهندس أمريكي، ولد في 31 أغسطس 1889، وتوفي في 21 يونيو 1953.